# Antiguas Escuelas Lope de Vega (Parla)
Las antiguas Escuelas Lope de Vega de la Villa de Parla, también conocidas con el diminutivo de la villa e incluso popularmente como escuelas Aguirre, son un edificio que se construyó en la década de 1920 (en concreto entre 1927 y 1928), siendo estas las primeras escuelas de dicho municipio español, ya que anteriormente se impartían las clases en edificios municipales, como la antigua casa hospital de Santa María y San Bartolomé e incluso en las antiguas casas del ayuntamiento, en casas particulares y pequeños locales. Actualmente este edificio tras una restauración es utilizado para realizar diferentes exposiciones, renombrando la sala como Centro Cultural Almudena Grandes.

## Historia

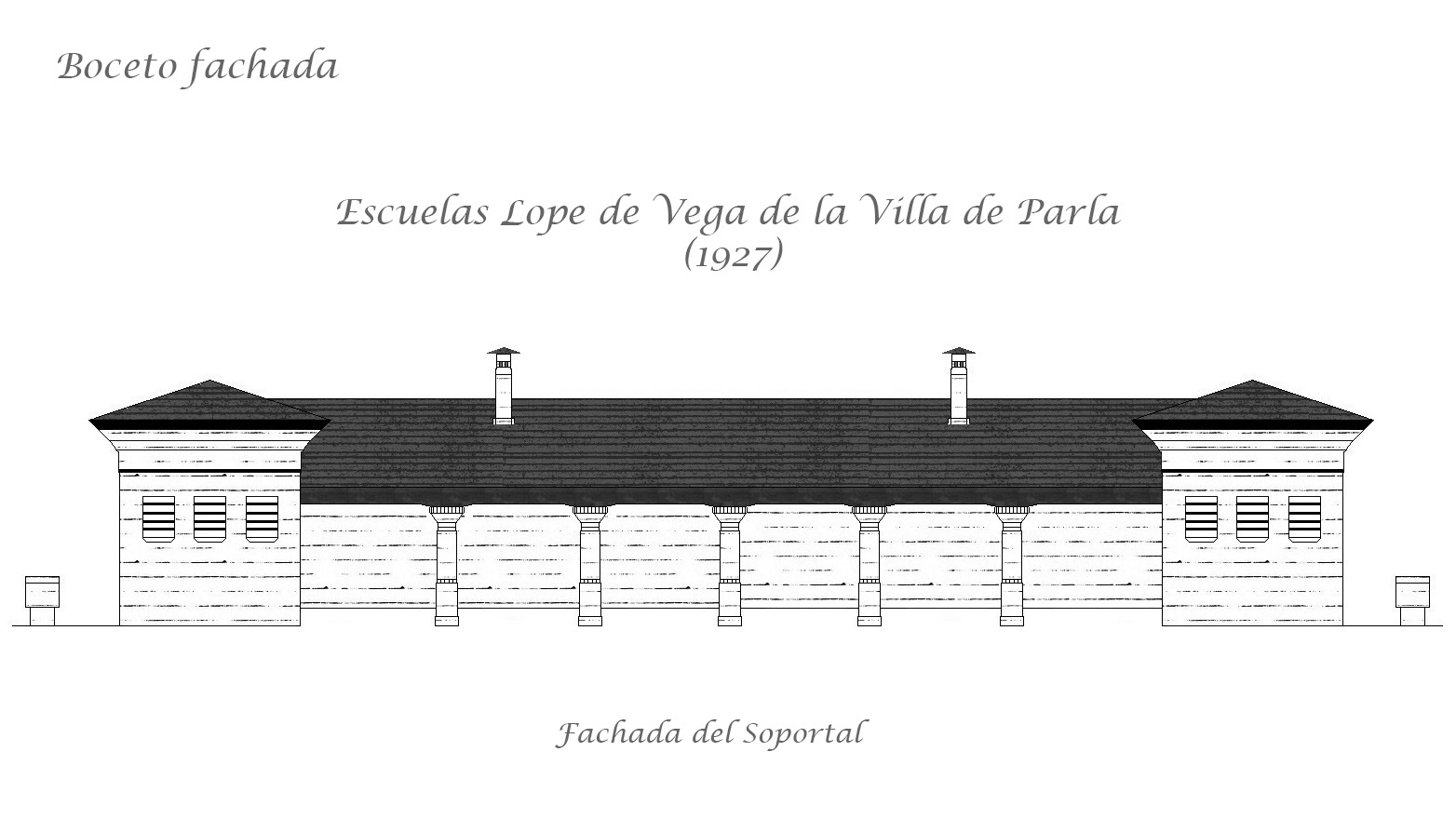
Antiguas escuelas Lope de Vega en Parla

Debido a que en Parla no había escuelas fijas, en 1925, después de reuniones con el Ministerio de Instrucción Pública y Bellas Artes y la cesión por parte del ayuntamiento de Parla de unos terrenos en el antiguo camino a Pinto para albergar las nuevas escuelas, finalmente la Oficina Técnica de Construcción de Escuelas del Ministerio de Instrucción Pública aprobó la obra, que sería proyectada y diseñada por el famoso arquitecto José Luis Benlliure López de Arana. El edificio de las escuelas quedaría terminado en 1927-28.

### Diseño
El nuevo edificio era de estilo neomudéjar, de una sola planta con trazas sencillas realizado en ladrillo visto y teja árabe, contaba con un soportal para resguardar de la lluvia con cinco pilares de ladrillo y vigas en madera, en lo alto contaba con dos chimeneas para calentar las aulas, pues estaban divididas en dos módulos, uno para niñas y otro para niños, teniendo cada uno su acceso independiente, además contaba con vestíbulos, aseos, y despacho para el profesorado. El edificio contaba a su alrededor con un perímetro cerrado que incluía el patio, la parte ubicada en la calle Pinto estaba cerrada por unos muros que contaban con unos pilares de ladrillo mismo material del edificio, en la parte que daba al patio en la calle Lope de Vega el cerramiento estaba realizado con varios postes de madera y alambrado, mientras que la entrada contaba con una gran verja de madera.

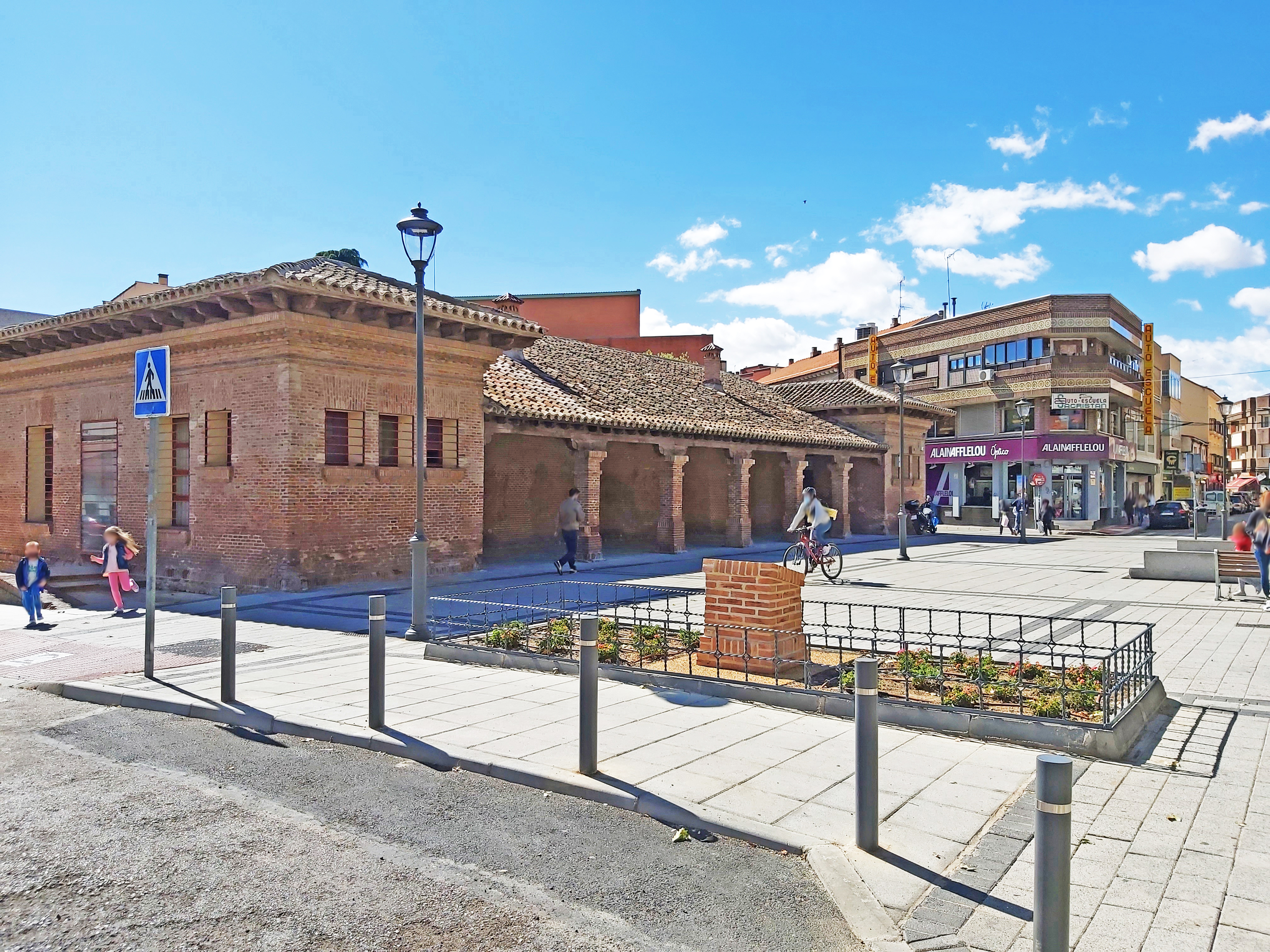
De la fachada ubicada en la plaza de la guardia civil, destaca el soportal donde todos los años es utilizado para albergar el belén viviente, además de ser utilizado para otros eventos.

Debido a los daños producidos en la Guerra civil, se realizan una serie de obras para reparar los daños en 1941, pues tan solo quedaría del edificio original la estructura, unos muros y la cubierta, por lo que sería recuperado por el arquitecto Pedro Sánchez Sepúlveda. La reconstrucción no cambio mucho el diseño original pero si se modificaron los accesos a las aulas abriendo las puertas en los laterales, y añadiendo unos peldaños al desnivel existente.

### Usos
Después de ser utilizado durante poco más de medio siglo como escuela pública, el edificio había quedado pequeño para esta función, pues ya para esa época el municipio había empezado a construir nuevos colegios públicos de mayores dimensiones, para la nueva enseñanza pública, dotados de mejores instalaciones más adecuadas para los alumnos y profesorado, que venían a sustituir a todas las antiguas escuelas públicas. Por lo que el edificio de las antiguas escuelas Lope de vega, a partir de ese momento sería aprovechado como edificio público, siendo utilizado para ofrecer diferentes servicios que han ido cambiando con el paso de los años.              
- En 1984 el edificio pasó a ser utilizado como biblioteca municipal, el cual se tuvo que adaptar mediante unas obras realizadas por los arquitectos Ricardo López de Rego Uriarte y Juan Miguel Morell y Fuentes, donde se unificaron las aulas y se añadió una pequeña entreplanta dejando el espacio adecuado para el uso como biblioteca, mientras que de la zona exterior se retiró el recinto cerrado (el vallado y los muros) que resguardaba el edificio, quedando este más accesible para la vía urbana y desapareciendo la zona del patio, que sería aprovechada años después para la construcción de la nueva casa de la cultura.[7]

- En el año 2000 el edificio deja de ser utilizado como biblioteca municipal, pasando a ser utilizada como biblioteca infantil, debido a la construcción de unas nuevas instalaciones de mayor capacidad, poco tiempo después el edificio de las antiguas escuelas quedaría sin uso, por lo que finalmente se le daría una nueva utilidad, albergando durante unos años a la escuela municipal de teatro y posteriormente quedaría como almacén.

- En el año 2003 la plaza de la guardia civil se amplía hasta las escuelas, pasando a ser esta zona peatonal, por lo que a partir de ese momento, en el espacio del soportal del edificio se empiezan a realizar diferentes eventos durante todo el año, destacando que anualmente se utiliza para representar el portal de Belén viviente.[8]

- En el último trimestre del año 2020 empiezan unas obras de restauración del edificio, en una primera fase se repara el tejado y se recuperan las dos chimeneas, meses después ya en 2021 empieza una segunda fase de restauración, esta vez en su interior, dejando un interior diáfano para adaptarlo con el fin de que sea utilizado a modo de museo con una gran sala de exposiciones.[9] La tercera y última fase de restauración llegaría después de unos trámites antes de finalizar el año 2022, que continuo con el interior, detallando e integrando nuevos elementos y que prosiguió con la rehabilitación de la fachada para subsanar todos los elementos arquitectónicos que estaban degradados o que presentaban desperfectos, así como los ladrillos, ventanas, puertas, también se instalara iluminación exterior en fachada y soportal para mejorar la visibilidad, seguridad, y se adaptara su accesibilidad, además la parte del soportal añade un acristalamiento, que será aprovechado para ganar espacio extra en el interior, la sala de exposiciones será bautizada como Centro Cultural Almudena Grandes, su inauguración fue el tres de diciembre de 2022.[10] Por otro lado el edificio también estrenara un nuevo entorno urbano con una ampliación de la plaza pues toda la zona se convertirá en la zona de Bajas Emisiones (ZBE) completamente peatonal, la cual la obras finalizaran a primeros de año de 2023.

El edificio figura como Bien de Interés Patrimonial en el Catálogo Geográfico de Bienes Inmuebles del Patrimonio Histórico de la Comunidad de Madrid.